# Pavel Novotný (aktor)
Pavel Novotný, znany także jako Jan Dvořák i Max Orloff (ur. 5 lutego 1977 w Pradze) – czeski aktor pornograficzny. 

## Kariera
Urodził się w Pradze. Karierę w branży porno rozpoczął w 1999, w wieku 22 lat. Wziął wtedy udział w sesjach zdjęciowych Aleša Hanáka i pojawił się w produkcji Studio 2000 Czech Point (1999) w reżyserii Johna Travisa. Wkrótce wystąpił w różnych europejskich produkcjach gejowskich i biseksualnych, w tym w kilku filmach Williama Higginsa: Rapture: The Pavel Dubcek Legend (1999), Prague Buddies 2: Verbotene Liebe (2000), The Jan Dvorak Story (2001) czy Carlo & Friends (2001).
Był na okładkach „Honcho” (w grudniu 1998), „Manshots” (w styczniu 2000 i w marcu 2001), „Inches” (w styczniu 2000, w styczniu 2002, w styczniu 2003, w sierpniu 2003, w październiku 2003, w lutym 2005 i w czerwcu 2005), „Torso” (w listopadzie 2000), „Men” (w styczniu 2001, w lutym 2001, we wrześniu 2001 i grudniu 2001), „Blueboy” (w lipcu 2001) i „Mandate” (w listopadzie 2005).
W 2002 wygrał nagrodę erotycznych gejowskich filmów dla dorosłych Adult Erotic Gay Video Award w kategorii „Najlepszy aktor międzynarodowy” za rolę boya hotelowego w filmie The Jan Dvorak Story (William Higgins Productions).
W 2004 znalazł się na drugim miejscu listy dziesięciu najbardziej poszukiwanych gejowskich gwiazd porno w roku GayPornStar.TV. 
W sierpniu 2010 zwyciężył w rankingu „Kto jest najprzystojniejszy” (Quien es el mas guapo) ogłoszonym przez hiszpański portal 20minutos.es. W listopadzie 2012 zajął drugie miejsce w rankingu 20minutos.es „Najbardziej utalentowani w aktualnym gejowskim porno” (Los mejor dotados del porno gay actual). W lipcu 2015 zdobył drugie miejsce w rankingu 20minutos.es „Najseksowniejsza gejowska gwiazda porno” (Los actores porno gay mas sexys listado 8). W plebiscycie „Mi Ciudad” („Moje miasto”) na „Najbardziej utalentowanego aktora w aktualnym gejowskim porno” (Los mejor dotados del porno gay actual) zdobył piąte miejsce.

## Życie prywatne
Ujawnił swój biseksualizm.
W marcu 2009 razem ze znajomym Zdenkiem Tovarą został aresztowany na terminalu lotniskowym w kubańskiej Hawanie za obrazę Fidela i Raúla Castro, a także za zakłócanie porządku publicznego i szkody wyrządzone przy aresztowaniu. W listopadzie tego samego roku odbyła się rozprawa sądowa w jego sprawie. Groziło mu pięć lat w kubańskim więzieniu, zaś swoje wsparcie prawne i finansowe zapewnił mu piosenkarz George Michael. Ostatecznie spędził w areszcie pół roku, a w maju 2010 powrócił do Czech.

## Nagrody i nominacje
| Rok  | Nagroda      | Kategoria                      | Film                                     | Rezultat  |
| ---- | ------------ | ------------------------------ | ---------------------------------------- | --------- |
| 2001 | Grabby Award | Najlepszy aktor międzynarodowy | The Jan Dvorak Story (2001)              | Wygrana   |
| 2002 | Grabby Award | Najlepsza scena seksu solo     | Prague Buddies 2: Verbotene Liebe (2000) | Nominacja |